# Karabin Tor
Tor (WKW Wilk) – polski powtarzalny wielkokalibrowy karabin wyborowy.

## Historia
Pod koniec 1999 roku podjęto decyzję o wprowadzeniu do uzbrojenia Wojska Polskiego wielkokalibrowego karabinu wyborowego. Nowa broń miała powstać w Ośrodku Badawczo-Rozwojowym Sprzętu Mechanicznego w Tarnowie. W lutym 2000 roku zatwierdzono założenia taktyczno-techniczne nowego karabinu.
Pracami prowadzonymi w OBRSM Tarnów kierował Aleksander Leżucha. Po analizie rozwiązań zastosowanych w istniejących na świecie jednostkach broni tej klasy uznano, że wymagania polskiej armii najlepiej spełni powtarzalny karabin w układzie bullpup. Projektowany karabin otrzymał też roboczą nazwę Wielkokalibrowy Karabin Wyborowy Wilk (WKW Wilk).
Modelowy egzemplarz nowego karabinu był gotowy w 2002 roku. W tym samym roku przeprowadzono pierwsze próby nowej broni. W ich wyniku dokonano zmian kształtu rygli (zwiększono ich powierzchnię przylegania, zmieniono kształt tylnej podpory, wydłużono poduszkę podpoliczkową (bakę) oraz przeniesiono skrzydełko bezpiecznika na lewą stronę broni).
W następnych latach odbywały się kolejne serie testów WKW Wilk i trwało doskonalenie tej broni. W 2005 roku na zamówienie MON miało powstać pierwsze 10 egzemplarzy seryjnych WKW Wilk. Przewidziano je dla IV zmiany Polskiego Kontyngentu Wojskowego w Iraku, służącej od 2005 roku. W związku z planowanym przyjęciem do uzbrojenia karabin otrzymał także nową nazwę Tor.
W 2008 roku MON zakupił w ZM Tarnów kolejną partię 30 wkbw Tor.

## Użycie
Ograniczona liczba karabinów Tor została przekazana Siłom Zbrojnym Ukrainy podczas rosyjskiej inwazji w 2022 roku.

## Bibliografia

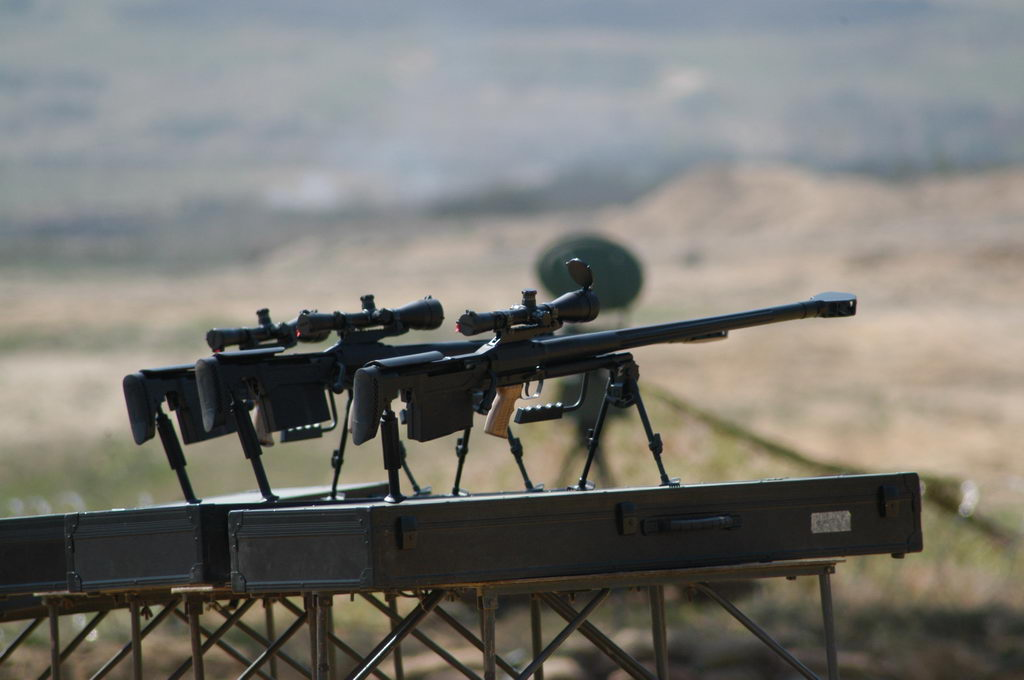
Seryjne karabiny Tor